# Oneka Garcés
Oneka Garcés (šp. Oneca Garcés, aragonski Onneca Garcés) bila je infanta (princeza) Pamplone u srednjem vijeku. Bila je i grofica supruga Aragonije kao supruga jednog aragonskog grofa.
Nije poznato kada je rođena, ali se zna da joj je otac bio kralj García Íñiguez od Pamplone, sin kralja Íñiga Ariste od Pamplone.
Onekina je majka možda bila žena zvana Uraka (šp. Urraca), ali to nije potvrđeno te postoji mogućnost da joj je majka bila infanta Leodegundia, kći Ordonja I.
Oneka je bila sestra kralja Fortúna Garcésa te teta i imenjakinja infante Oneke Fortúnez, a udala se za grofa Aragonije Aznara II. Galíndeza.
Ovo su djeca Aznara i Oneke:
- Galindo II. Aznárez, grof aragonski, otac jedne kraljice
- plemkinja Sanča, žena jednog valije
- García Aznárez